# Quipu
Ne doit pas être confondu avec Queipo.
Cet article concerne l'instrument de numération andin. Pour la structure à grande échelle de l'Univers, voir Quipu (astronomie).

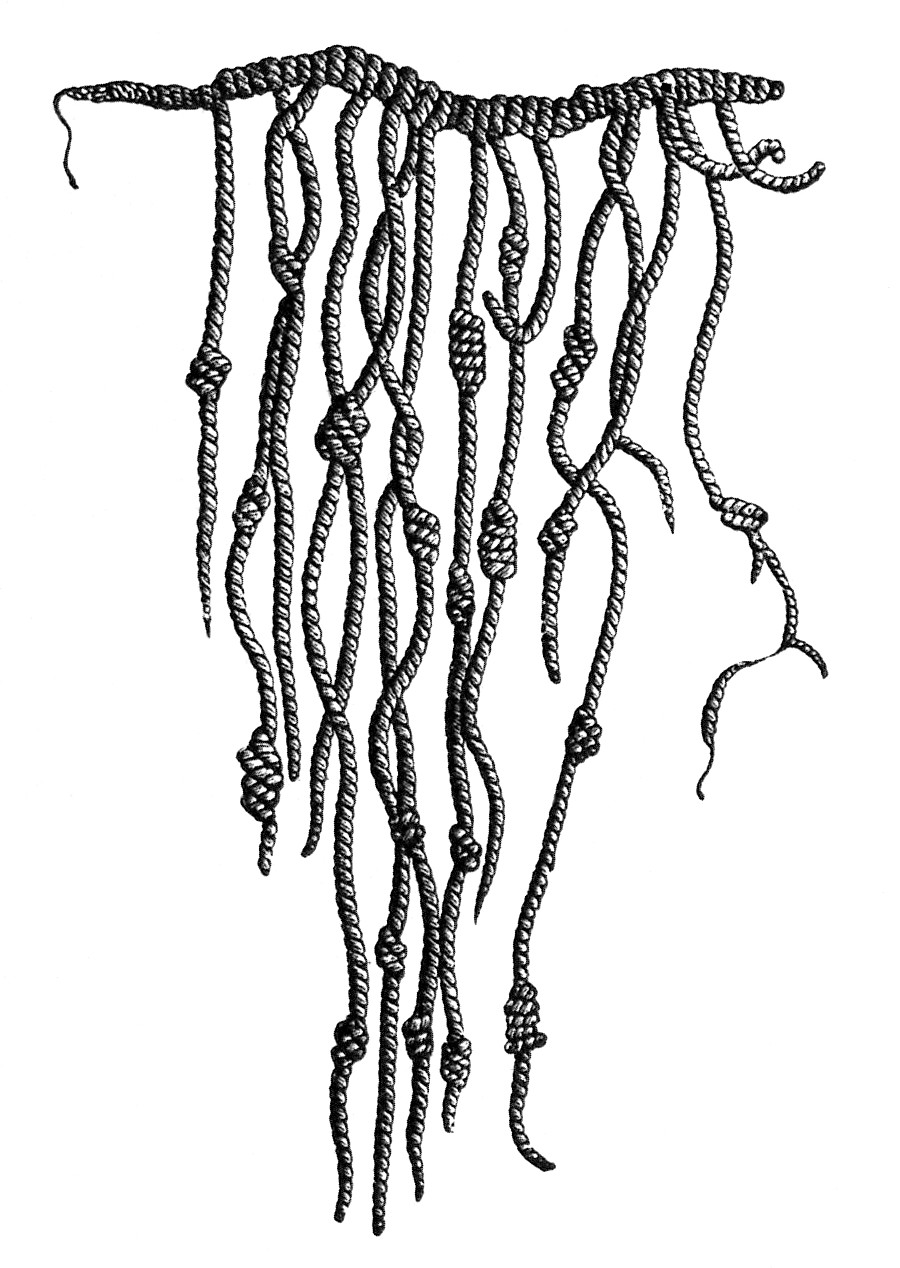
Représentation d'un quipu.

Un quipu est un ensemble de cordes, de cordelettes et de nœuds qu'utilisaient les civilisations andines pour encoder et garder une trace de diverses informations. Les quipus ont notamment été utilisés par l'administration inca pour le recensement des données statistiques concernant l'économie et la société de l'empire. 
En l'absence d'écriture, l'administration figurait les entiers naturels à l'aide de successions de nœuds le long de cordelettes de diverses couleurs fixées à une corde : l'ensemble constituait un quipu. Il est toutefois possible qu'une partie des quipus ait véhiculé une information d'un autre type, notamment des mots-clefs comme payé ou vendu, voire de véritables textes.

## Principe
Le terme quipu signifie « nœud » et « compte » en quechua et peut aussi s'écrire quipou, khipu ou quipo. 
Les Incas ne disposaient pas de système d'écriture, à la différence des Mayas et des Aztèques. Les quipus sont un système de représentation des nombres exprimés dans un système de numération positionnel en base 10. Chaque cordelette comporte trois types de nœuds distincts, assemblés en groupes séparés par des espacements :
- des nœuds simples (demi-nœuds), en groupes de un à neuf nœuds, représentant les positions autres que les unités ;
- des nœuds compliqués (ou longs), formés d'un demi-nœud auquel on ajoute un ou plusieurs tours, chacun représentant une unité, au plus haut nombre de neuf ;
- des nœuds en huit, pour représenter une seule unité, puisqu'il n'y a pas moyen de différencier un nœud simple d'un nœud « compliqué » à un seul tour[3].

Un tel alignement de nœuds sur une cordelette permettait de former un nombre entier inférieur ou égal à 999. Dans cette écriture des entiers, le 0 était représenté par l'absence de nœud à une position donnée.
L'enregistrement d'un entier supérieur demandait l'utilisation de plusieurs cordelettes. Pour ajouter la classe des milliers (les nombres de 1 000 à 999 999), on employait une deuxième cordelette attachée à la première. Une éventuelle troisième cordelette, attachée à la deuxième, permettait de rajouter la classe des millions (les nombres de 1 000 000 à 999 999 999).
Exemple : 203 956 demande deux cordelettes :
- la première cordelette comporte un groupe de 9 nœuds simples, un groupe de 5 nœuds simples, un nœud compliqué à 6 tours ;
- la seconde comporte un groupe de 2 nœuds simples, un espace sans nœuds, puis un groupe de 3 nœuds simples.

La première cordelette était attachée à une corde.
| - Musée Larco (Lima). - Musée du Machu Picchu (Cuzco). |

## Contexte
Les quipus constituent un système original de consignation de données qui a été développé très tôt dans le Pérou ancien. En effet, certains pourraient dater de quelques milliers d'années comme ceux découverts par Ruth Shady sur le site de la civilisation de Caral remontant à 4 500 ans.
On connait surtout les quipus pour l'utilité qu'en avait l'administration inca. Celle-ci s'en servait pour toute la gestion économique et sociale de l'empire. Les quipucamayocs (« maîtres du Quipu »), présents au nombre de trois au minimum dans chaque communauté, recensaient toutes les données démographiques et économiques du lieu. Ces données renvoyées vers les centres administratifs de l'empire permettaient aux Incas de contrôler la prospérité des communautés. Ils pouvaient ainsi répartir les surplus vers les communautés moins florissantes.
Les quipus semblent également avoir constitué un outil de communication, voire d'écriture,, dans l'ancien Pérou. Garcilaso de la Vega, chroniqueur fils d'une princesse inca et d'un noble espagnol, nous rapporte un témoignage d'une telle utilisation. On sait en effet que les chaskis (les hommes à pied qui parcouraient l'Empire pour remettre le courrier) utilisaient les quipus pour mémoriser les messages avec des données qualitatives et quantitatives.
Le quipu péruvien VA 42527 (Museum für Völkerkunde, Berlin), déjà étudié par Gary Urton, comporte une division en quatre quadrants très particulière. En associant l’analyse statistique des données à une étude de type expérimentale de ce quipu, de façon curieuse, Alberto Sáez-Rodríguez ouvre de nouvelles pistes de recherche dans l’étude des quipus. Dans son article scientifique, Alberto Sáez-Rodríguez prouve l'existence d'une carte stellaire en deux dimensions, correspondant aux coordonnées X, Y des 6 étoiles les plus brillantes de l'amas ouvert des Pléiades (M45). L’enjeu de ce travail est de démontrer que les Incas connaissaient bien un système de coordonnées rectangulaires 200 ans avant René Descartes.

## Vers une pierre de Rosette

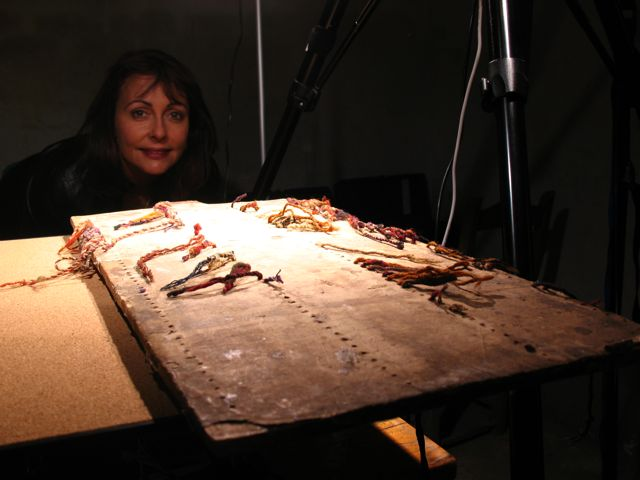
Sabine Hyland avec des Quipu.

Le site archéologique d'Incahuasi, dont les premiers quipus ont été découverts en 2013, permet aux scientifiques d'en comparer entre eux un grand nombre, en tenant compte des objets auprès desquels ils ont été découverts. L'un des plus grands experts en quipus, Gary Urton, qui travaille aussi sur le site avec Alejandro Chu, lequel a dirigé les excavations, a déclaré que sans être une véritable pierre de Rosette, il s'agit d'une importante quantité de nouvelles données grâce auxquelles il sera possible de bâtir un vocabulaire de base.
Près d'un tiers des quipus connus sont plus élaborés que les autres, et semblent comporter des informations autres que des chiffres. Gary Urton a passé vingt-cinq ans à rechercher, numériser et étudier plus de 900 quipus : la couleur des cordelettes, la structure des nœuds et leur orientation par rapport à l'ensemble sont variables et, semble-t-il, signifiantes. Un nœud simple peut par exemple signifier dû ou payé selon qu'il est fait dans un sens ou dans l'autre. L'orientation des nœuds et la couleur des cordelettes, voire la façon dont elles sont nouées à la ficelle principale, peuvent correspondre au statut social des individus dont on consigne les tributs, voire aux noms des clans ou des individus. Avec 95 combinaisons différentes des couleurs, types de fibres et types de nœuds, on pourrait même être en présence d'une écriture syllabique.
L'anthropologue Sabine Hyland (en) a identifié sur certains Quipu certains éléments de ce système de codage syllabique,.

## Culture populaire
- Les quipus sont mentionnés abondamment dans le dessin animé Les Mystérieuses Cités d'or de 1983, dans lequel, déchiffrés par le personnage de Zia, ils aident les héros à trouver des indices concernant l'emplacement des cités d'or notamment.
- Les quipus utilisés par Zilia dans les Lettres d'une Péruvienne de Françoise de Graffigny assurent une fonction communicationnelle plus particulièrement émotive : l'épistolière y noue sa pensée et la parole d'amour à Aza.
- Ils sont également mentionnés dans l'épisode 13 de la série Il était une fois... l'Espace, dont l'intrigue tourne autour d'une civilisation Inca.
- À la fin de la bande dessinée La Nuit de l'Inca de Frantz Duchazeau et Fabien Vehlmann, les seigneurs assemblés ordonnent aux Quipucamayoc de dénouer tous les quipus contant l'histoire de l'Inca sacrilège, en une damnatio memoriae doublée d'une amnistie générale.
- L'artiste Cecilia Vicuña utilise le motif du quipu pour ses performances interactives créant des installations immersives et monumentales[10].
- L'auteur Clive Cussler fait référence à un quipu permettant de retrouver un trésor Inca dans son roman L'Or des Incas

## Éponymie
Quipu, une structure à grande échelle de l'Univers, porte son nom.